# SN 1996by
SN 1996by – supernowa typu Ia odkryta 14 grudnia 1996 roku w galaktyce UGC 3379. W momencie odkrycia miała maksymalną jasność 16,50m.